# Prostheclina bulburin
Prostheclina bulburin là một loài nhện trong họ Salticidae.
Loài này thuộc chi Prostheclina. Prostheclina bulburin được Richardson & Marek Żabka miêu tả năm 2007.